# Jáki Nagy Márton
Iván/Jován fia, Jáki Nagy Márton Vasvári, Zalai Ispán (1215-1245 közötti időszakban több ízben is) Szlavón bán (1224)
Születési ideje nem ismert, halála időpontját is csak feltételezhetjük. Az általa építtetett Jáki monostor ma is látható templomát 1256- tavaszán szentelték fel, amikor Ő már nem élt, viszont az 1240-es években még hivatalokat viselt (1250 körül hunyhatott el). A templom délnyugati tornyának falain valószínűleg az Ő temetése látható. A nemzetség eredetét homály fedi. V. István krónikásának Ákos mesternek írását IV. (Kun) László kancellárja Kézai Simon dolgozta át Krónikájában, s így fogalmaz." Postmodum intrat de Wasurburc Comes Wecelinus; hic Kupan Ducemin Simigio interfecit. Iftius generatio de Iaki dicti funt. Ezután jött Wasserburgból Vecelin ispán, (gróf) ki Kupán herceget Somogyban legyőzte. Tőle ered és származik a Jaák nemzetség." Ebből a forrásból vette át az ezután íródott valamennyi történeti munka,  a nemzetség eredetét. Nagyapja Mike 1199-1201 Imre király nádora. Nagybátyja Csépán szlavón bán 1207-ben, őt váltja Bánk e méltóságban. Három fia közül, Zlaudus, választott veszprémi püspök (1245-1263) Mivel a Veszprémi káptalan választotta meg, melyet a Pápa megerősített, de a királytól IV. Bélától nem kértek ehhez hozzájárulást, ezért a királlyal viszonya feszült volt.  Karácsonyi János történész szavaival: „Az ezredéves kiállításon (1896-ban) minden oda zarándokló magyar szeme elé oda állították a jáki monostoregyház homlokzatának hű mását. Ha írott betűk nem szólnának, e kövek beszélnének az alapító Jaák nemzetség dicsőségéről, nagyságáról.”
Mártont, kit a nemzetség számos hasonló nevű tagjától megkülönböztető, Nagy jelzővel illettek, ma az általa építtetett  és fennmaradt templomról ismerjük. Ha viszont -e produktumot tekintjük, méltán feltételezhetjük, hogy ez "csak" egy lenyomata, egy sokra hivatott ember életművének. Nevét Jákon az Általános Iskola viseli, melynek ablakai a hírneves templomra tekintenek!